# Gaál Endre (közíró)
Gaál Endre (Ditró, 1882. május 11. – Ditró, 1950. szeptember 12.) erdélyi magyar közíró. Gaál Alajos bátyja.

## Életpályája
A polgári iskolát szülőhelyén, jogi tanulmányait Budapesten és Bécsben végezte. 1910-től Csík vármegye al-, majd főjegyzője, a Székelység című lap szerkesztője, 1918 után ügyvédi pályára lépett, a Csíki Magánjavak vagyonkezelője 1923-ig. Írásaiban gazdasági kérdésekkel foglalkozott.

## Munkái
- Harc Borszék-fürdőért (Csíkszereda 1922)
- A csikmegyei volt székely-határőrezredeket alkotott községek székely lakosságának tulajdonát képező "Ruházati alap"-hoz, röviden Magánjavakhoz jogosult csíki családok panasza... (Csíkszereda 1923).